# Abtei Wadgassen

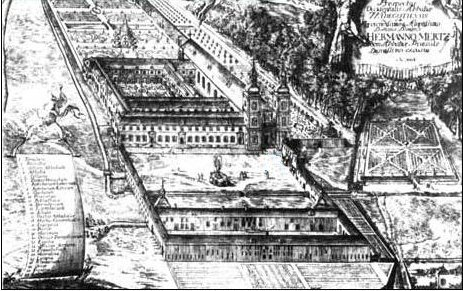
Darstellung der Abtei im Jahr 1736

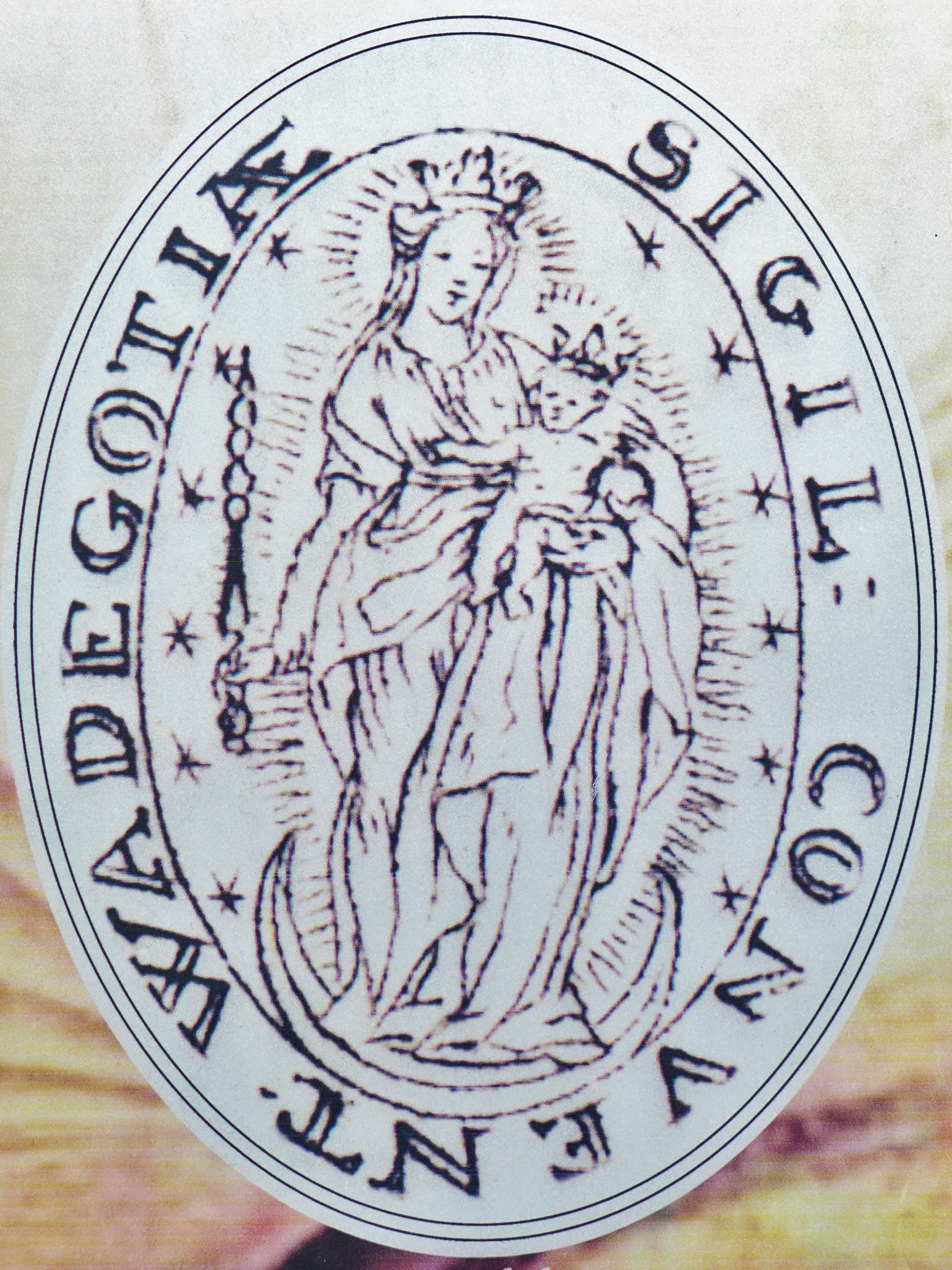
Großes Konventssiegel der Abtei Wadgassen mit der Darstellung der Gottesmutter Maria als apokalyptischer Frau

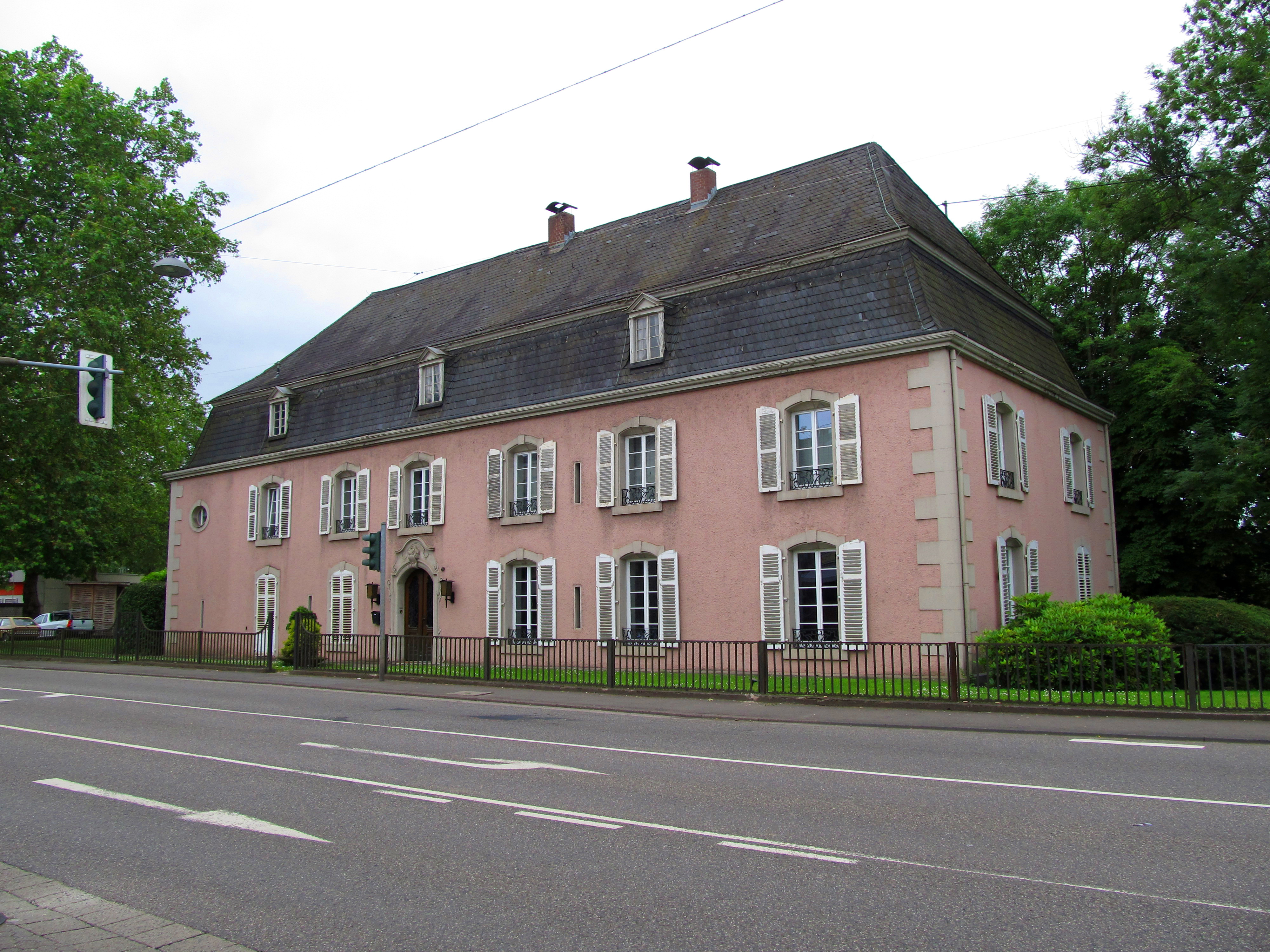
Bous, Forsthaus der Abtei Wadgassen, Saarbrücker Straße

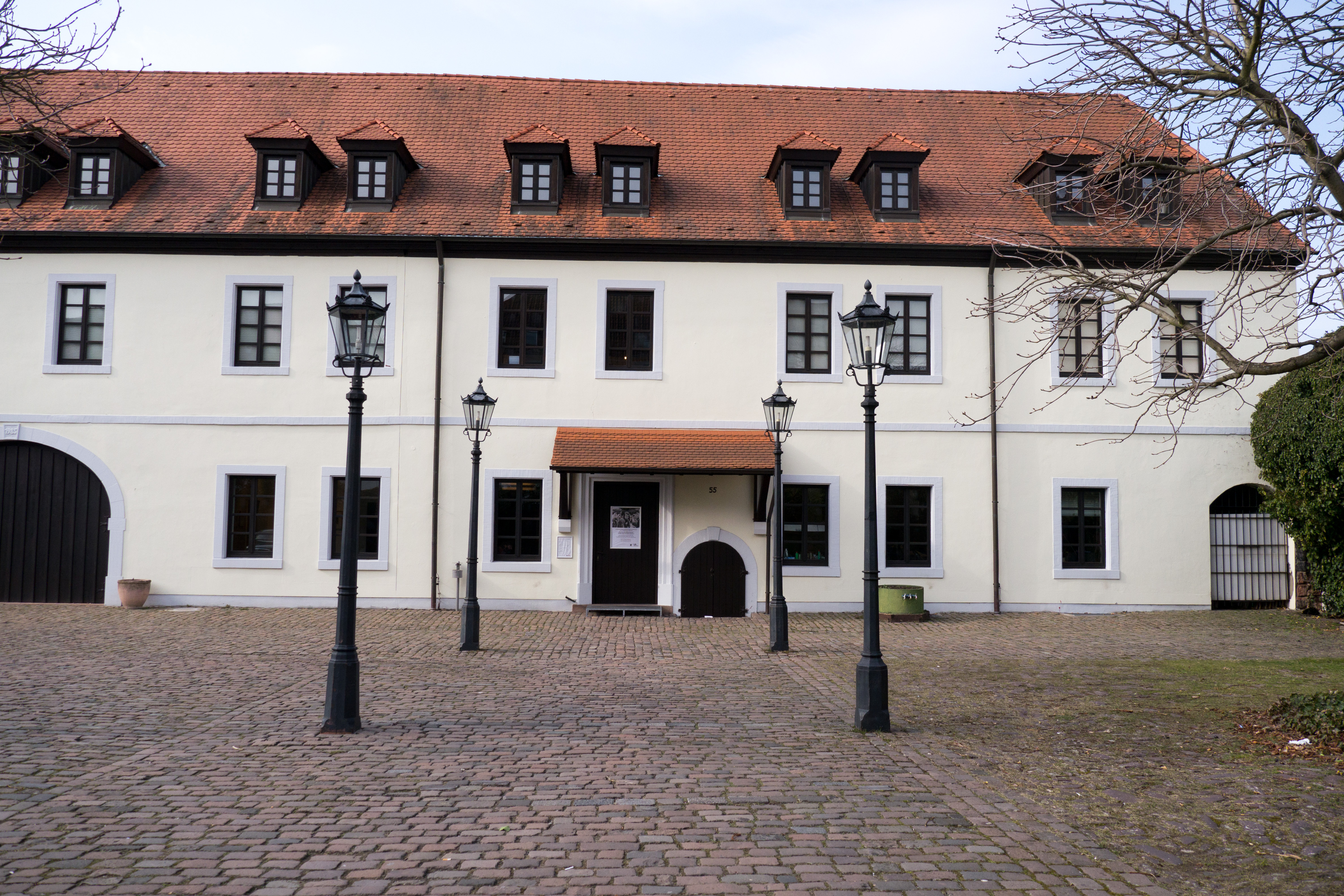
Wadgasserhof in Kaiserslautern

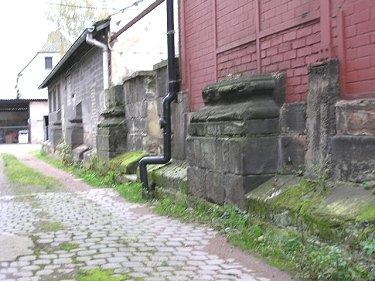
Wadgassen, Reste der Sockelzone der barocken Abteikirche als Fundamente von Werkstätten

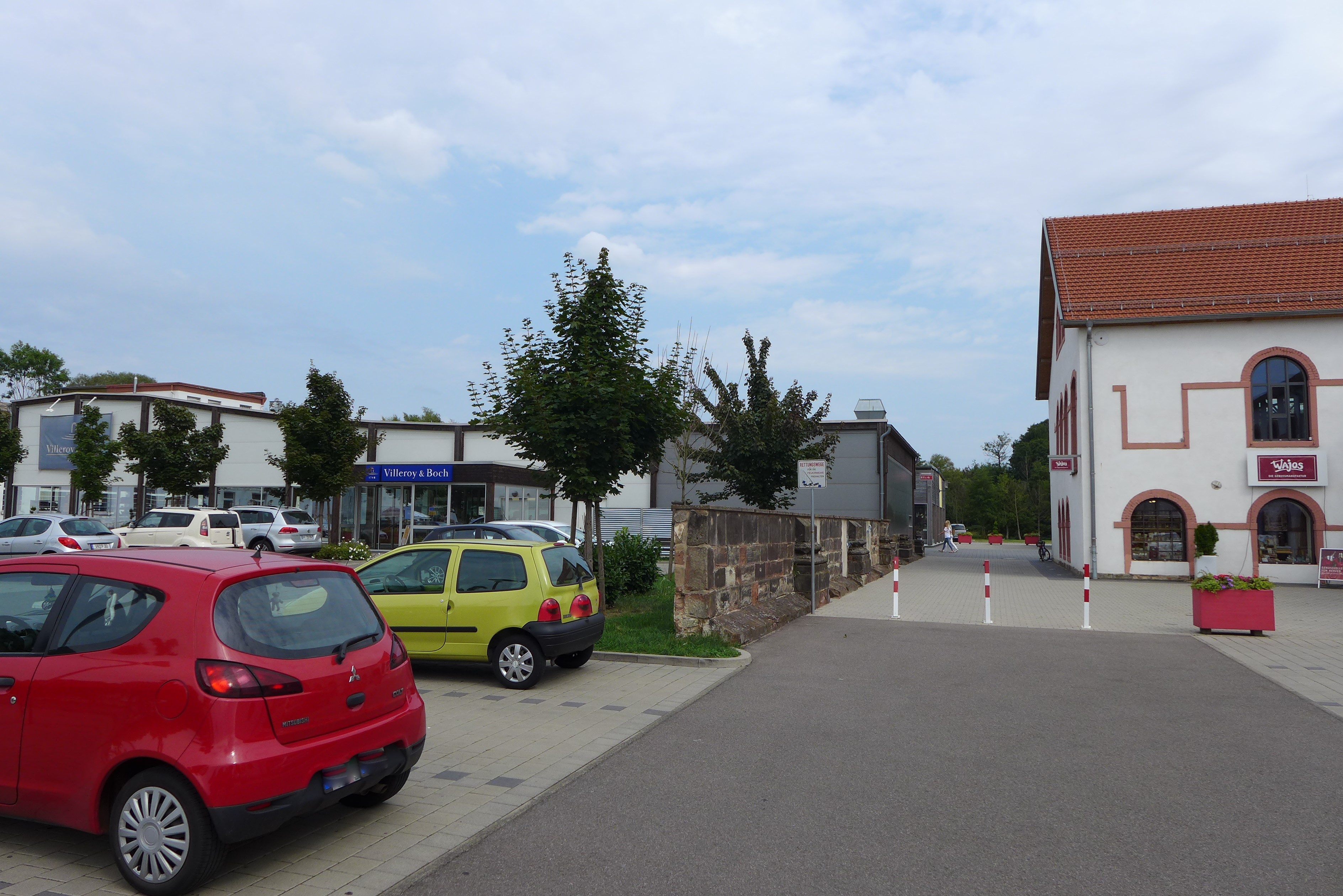
Wadgassen, Outlet-Center auf dem ehemaligen Abteigelände mit Resten der Mauer der ehemaligen Kirche

Die Abtei St. Maria in Wadgassen war eine Prämonstratenserabtei im Südwesten des heutigen Saarlandes an der Mündung der Bist in die Saar.

## Geschichte

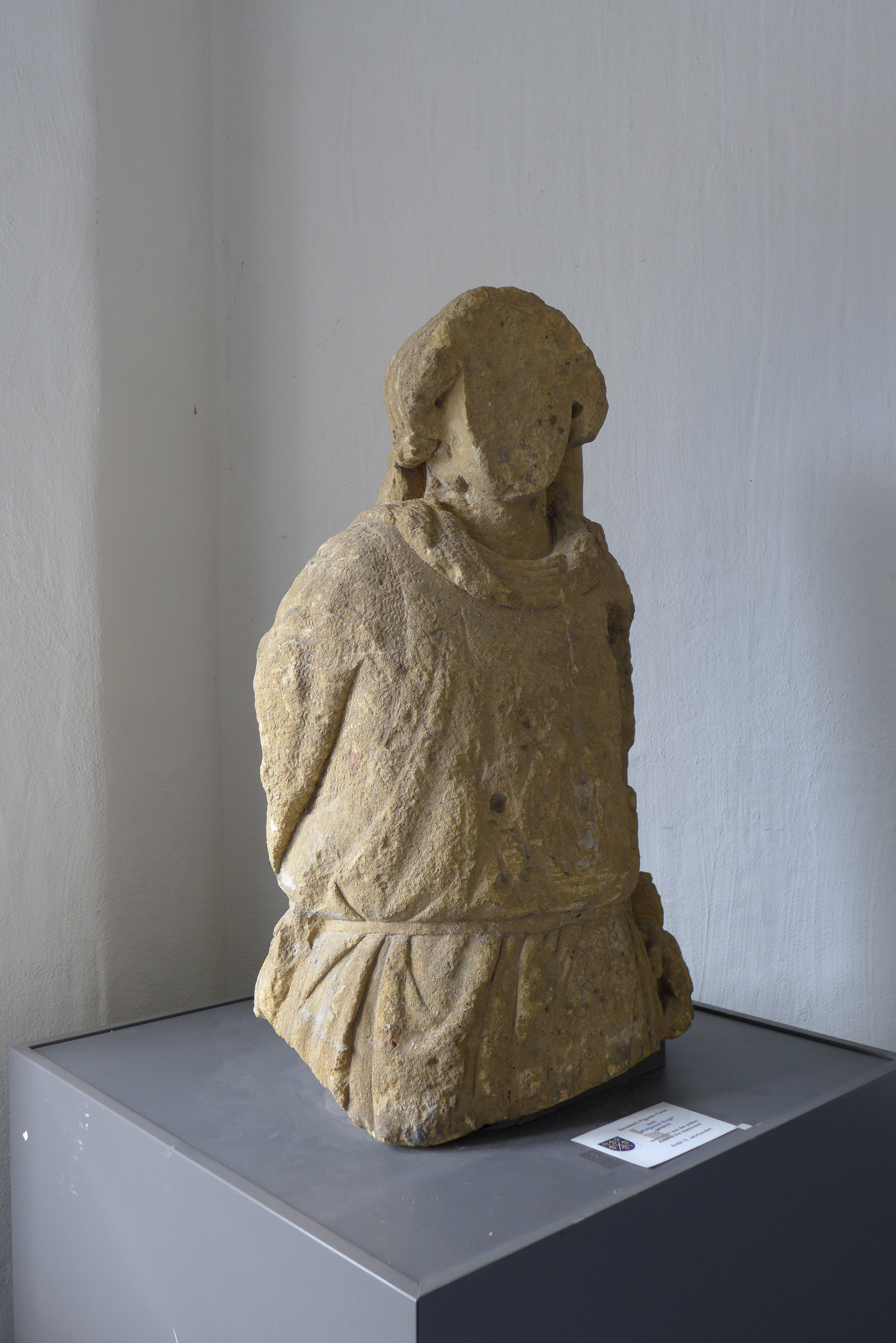
Wadgassen, Figurentorso des sogenannten „Wadgasser Engels“, gelber Kalksandstein, vermutlich 13. Jahrhundert, vermutlich Abdeckplatte einer Grabtumba in der Klosterkirche der ehemaligen Abteikirche Wadgassen

Der Königshof Wadgassen („Villa Wadegozzinga“) wurde erstmals am 19. September 902 als Ausstellungsort einer Urkunde Ludwigs des Kindes erwähnt. Im Jahr 1080 übergab König Heinrich IV. in einer in Mainz ausgestellten Urkunde seinem Getreuen Sigibert die Villa Wadgassen („Villa Wuadegozzingen“) als Amtsgut bei dessen Bestellung zum Grafen im unteren Saargau:

„Im Namen der heiligen und ungeteilten Dreifaltigkeit, Heinrich unter Gottes gnädigem Schutze der Vierte, König. Bekannt gegeben sei allen Gläubigen, so den jetzt lebenden wie den künftigen Geschlechtern, dass Wir auf Vermittlung Unserer heißgeliebten Gemahlin Bertha hin sowie auf Ersuchen Unseres Getreuen, des Bischofs Conrad, der seinen Sitz zu Utrecht hat, und des Herzogs Theoderich sowie mehrerer anderer unserer Getreuen einem Unserer Vasallen mit Namen Sigebert ein Gehöft mit Namen Vuadegozingen, das im Saargau und in der Grafschaft des genannten Sigebert liegt, mit sämtlichem Zubehör, das heißt mit den Hörigen beiderlei Geschlechts, dem Hofraum, den Gebäuden, Äckern, Wiesen, Weiden, bebauten und unbebauten Ländereien, dem Wasser und Ablauf des Wassers, Mühlen, Mühlstätten, Fischerei, Wäldern, Jagd, Ausgängen und Zugängen, gangbaren und unwegsamen, Einkünften und Abgaben, kurz mit jeglicher Nutznießung, welche irgend eine Weise daraus gezogen werden kann, als Eigentum übertragen und zwar in der Weise, dass eben dieser Sigebert über das vorerwähnte Besitztum für die Folge vollständig freie Gewalt habe in Bezug auf Besitz, Abtretungen, Tausch, Schenkung, Verkauf, oder was immer er damit machen will. Und damit diese unsere Übertragungserklärung für die Dauer und unerschütterlich für alle Zeiten bestehe, so unterzeichnen Wir dieses Schriftstück, wie unten zu sehen ist, zur Bekräftigung mit eigener Hand und haben angeordnet, dass man es durch Einprägung unseres Siegels auszeiche. Im Jahre der Menschwerdung Christi 1080; um die Zeit der III. Kirchenversammlung abgefasst. So geschehen im 27. Jahr nach der Wahl des Herrn Heinrich IV. zum Könige, im 26. Jahr seiner Regierung, zu Mainz im Namen Christi mit dem Wunsch eines glücklichen Erfolges. So geschehe es.“

Zwei von Sigiberts Söhnen besetzten als Geistliche hohe kirchliche Positionen, der Speyerer Bischof Bruno von Saarbrücken und der Mainzer Erzbischof Adalbert I. von Saarbrücken. Beim Tod von Sigiberts Haupterben, Friedrich von Saarbrücken, vermachten dessen Witwe Gisela, eine Enkelin des Grafen Dietmar von Selbold-Gelnhausen, und der gemeinsame Sohn Simon I. von Saarbrücken im Jahr 1135 gemäß einem Gelübde des Verstorbenen den Besitz Wadgassen der Kirche von Trier mit allen Rechten zur Gründung eines Augustinerchorherrenstiftes. In der Umgebung Wadgassens bestand spätestens seit dem Spätmittelalter ein ähnliches Stift in St. Arnual saaraufwärts. Das Wadgasser Stift war der Jungfrau Maria geweiht, daher der lateinische Name Abbatia Beatae Mariae Virginis. Ziel der Schenkung war, dass in dem neugegründeten Kloster Seelenmessen zur Rettung der Seele des Verstorbenen Grafen und der Seelen seiner Vorfahren aus dem Fegefeuer gelesen werden sollten.
Der Trierer Erzbischof Albero von Montreuil unterstellte das Kloster einer Vogtei, die de facto bei den Grafen von Saarbrücken verblieb, und verlieh ihm das Predigt-, Tauf- und Begräbnisrecht sowie die freie Abtswahl:

„Im Namen der heiligen und ungeteilten Dreifaltigkeit. Albero, von Gottes Gnaden Erzbischof der heiligen Kirche von Trier. In Ansehung unseres Pflichtverhältnisses und in der Furcht vor dem Herrn als unserem Richter, wenn wir uns eine Nachlässigkeit zu Schulden kommen lassen, hegen wir mit Vergnügen für die uns anvertrauten Kirchen eine unermüdliche Sorgfalt, und, soweit wir können, eifern wir in der Gegenwart für ihr Fortkommen und ihr Wachstum und sorgen kraft unseres Amtes dafür, dass sowohl diejenigen Besitzungen, welche noch erworben werden, als auch besonders jene, welche bereits erworben sind, für die Zukunft Ruhe und Bestand haben. Daher wünschen wir, dass es zur Kenntnis aller Gläubigen gelange, sowohl der jetzt lebenden natürlich wie der späteren Geschlechter, dass die Herrin Gisela, die Witwe des Grafen Friedrich von Saarbrücken, in Gemeinschaft mit ihrem Sohne Simon ihr ganzes väterliches Erbteil in Wadgassen mit alleiniger Ausnahme der gräflichen Ministerialen, zur Rettung ihrer und ihrer Eltern Seelen gemäß einem Gelübde und Anordnung ihres oben erwähnten Gemahles, des Grafen, dem heiligen Petrus in unserer Gegenwart geschenkt hat mit allem Zubehör und solch unbeschränkter Freiheit, dass sie weder das Vogteirecht (d. h. die Schutzherrlichkeit und die Gerichtsbarkeit) noch irgendwelche sonstigen Gerechtsame für sich oder irgendeinen ihrer Erben sich vorbehielte.
Die Schenkungen aber, welche sie machte, sind folgende: 
Die Kirche mit sämtlichen Zehntländereien, ihre eigenen Dominalien, die Hubner und ihre Huben und mit ihrer ganzen Gerichtsbarkeit, die Hörigen beiderlei Geschlechts, Äcker, Wälder, Wiesen, Weiden, bebaute und unbebaute Ländereien, das Wasser, Mühlen, Fischerei, mit ihrer gesamten Nutznießung, die man daraus auf irgendwelche Weise wird haben erzielen können.
Dieses ist aber in der Absicht geschehen, dass dortselbst eine Kirche zur Ehre der heiligen Gottesgebärerin Maria erbaut würde, an welcher Brüder, die nach der Regel des heiligen Augustinus Gott dienen, von den genannten Gütern den Unterhalt hätten, und sowohl wir, als auch unsere Nachfolger werden sorgfältig darüber wachen, dass sie nie von der Strenge der Regel abweichen.
Daher haben wir mit der größten Bereitwilligkeit und der schuldigen Gunsterweisung die Ausführung dieses zum Lobe Gottes fromm gefassten Entschlusses in Angriff genommen und denselben gutgeheißen und jene Kirche mit einer derartigen Freiheit ausgestattet, dass weder wir noch irgendeiner unserer Nachfolger die dort weilenden Brüder durch irgendwelchen Zwang beeinträchtigen können und diese wiederum nur den Bischof zum Schutzherrn haben.
Aber auch die Gewalt zu predigen, zu taufen und zu beerdigen habe wir ihnen eingeräumt und haben sogar die Kanoniker von jeglicher Unterwürfigkeit unter den Chorbischof und irgendwelche andere Person befreit, damit sie niemandem irgendwelchen Gehorsam schulden außer uns und unseren katholischen Nachfolgern, die jedoch keinerlei Befugnisse jener zu ihrem eigenen Vorteil an sich ziehen dürfen, da jenen in jeglicher Weise Freiheit darin gelassen worden ist, dass sie gemäß den Bestimmungen der Patres den Abt unter sich und aus ihrer Mitte wählen und von dem Bischofe die Bestätigung des von ihnen vollzogenen Wahlaktes und die Konsekration des Gewählten aus freien Stücken annehmen. Wenn sie aber innerhalb ihres Klosters eine hinreichend geeignete Persönlichkeit nicht gefunden haben, so soll es ihnen freistehen, im Namen des Herrn eine Persönlichkeit zu wählen von demselben Bekenntnisse und denselben Absichten beseelt, was immer für eine passende sie anderswo gefunden haben.
Wir haben auch beschlossen, demselben Abt die von der Hand seines Bischofes ihm für immer zu übertragenden pfarramtlichen Obliegenheiten anzuvertrauen, damit sie ohne jegliche Beunruhigung im Lobe Gottes verharren könnten. Außerdem haben wir jene Pfarrkirche jeglicher Gerichtsbarkeit des Chorbischof und des Diakon und jeglicher Abgaben enthoben, abgesehen von nur sechs Denaren, und von jeglicher Dienstleistung, welche man in jedem vierten Jahr dem Chorbischof schuldete, die am Altar des heiligen Petrus am Feste desselben zu Trier leistete.
Die Richtigkeit des auf diesem Blatte Geschriebenen haben wir durch Eindruck unseres Siegels bestätigt, indem wir verordnen und allen Christen bei Strafe ewigen Bannes untersagen, dass jemand dagegen vorgehe oder sich unterfange, es anzugreifen oder zu vernichten, sondern, damit es fest und unerschütterlich bestehen bleibe für ewige Zeiten. Und dieses haben wir getan kraft der vom allmächtigen Gott und dem Apostelfürsten Petrus empfangenen Autorität.
Wenn aber jemand, nachdem diese wichtigen Angelegenheiten in so mannigfacher und solch starker Weise gefestigt sind, von denselben etwas wegnehmen, sie zum Schlechten auslegen oder die Schriftstücke einziehen will, so geschehe ihm wie dem Agagiter Haman, wie dem Verräter Judas, und von der Gemeinschaft aller Heiligen werde er wie eine Fremdling betrachtet, mit dem Teufel und seinen Engeln werde er zur Qual für das ewige Feuer aufgehoben.
Zur besseren Bekräftigung der Unantastbarkeit sind unten die Namen derjenigen Zeugen notiert, die bei dieser Übergabe zugegen waren: 
Der Vorsteher der Hauptkirche, der Dechant Folmarus, der Archidiakon Arnolphus, der Archidiakon Milo, der Magister Winricus, der Kantor Eberhard, die vornehmen Laien, der Graf Ludovicus, Gerhardus, Brunecho, Waltherus, Fridelo, Theodoricus, Adelbertus. Die Ministerialen: Ludovicus, Erfo, Ludovicus, Sigebodo, Engelbertus, Fridericus.
Verhandelt zu Trier im Jahr der Fleischwerdung des Herrn 1135, zur Zeit der 13. Indiktion unter der ruhmreichesten Regierung des Kaisers Lothar III., im zehnten Jahr seiner Regierung als König, im dritten seiner Regierung als Kaiser, im vierten Jahr unseres Pontifikates.“

Bis zur Vollendung einer neuen Klosterkirche nutzten die ersten Mönche unter ihrem Abt Wolfram die Wadgasser Nikolauskapelle, die inmitten eines Sumpfes auf einer Insel stand, der heutigen Gemarkung „Kapellenwies“. Diese Kapelle stand bis zum Jahr 1682, als die Franzosen die Steine zum Bau der Festung Saarlouis verwandten.
Am 2. Oktober 1137 weihte Erzbischof Albero die neuerbaute Konventskirche, die bis ins 14. Jahrhundert hinein als Grablege der Grafen von Saarbrücken diente. Ende des 15. Jahrhunderts wurden Kirche und Konventsgebäude weitgehend umgebaut.
Ursprünglich gehörte Wadgassen dem Reformkreis des Klosters Springiersbach in der  Eifel an. Seit dem Ende des 12. Jahrhunderts ist Wadgassen dann als Kloster des Prämonstratenserordens belegt. Der Orden ist ein Zusammenschluss selbständiger Klöster (Kanonien) und wurde im Jahr 1120 von Norbert von Xanten in der Abtei Prémontré bei Laon, auf Fernbesitz der Abtei Prüm, gegründet.
In den folgenden Jahrhunderten entwickelte sich die Abtei Wadgassen zu einem geistig-kulturellen Zentrum der Region dessen Zirkarie Wadgassen von Oberlothringen über Süddeutschland bis zum Harz reichte. Der Abtei Wadgassen gehörten seit dem Spätmittelalter über 200 Güter, Gehöfte und Mühlen, Propsteien, Patronatsrechte und Pfarrkirchen. So ist zum Beispiel der Wadgasserhof, ein mittelalterliches Hospital mit angegliedertem Wirtschaftshof in Kaiserslautern, einer dieser ehemaligen Güter. Seltene Belege zeigen im 13. Jahrhundert einen Doppelkonvent mit Mönchen und Nonnen.

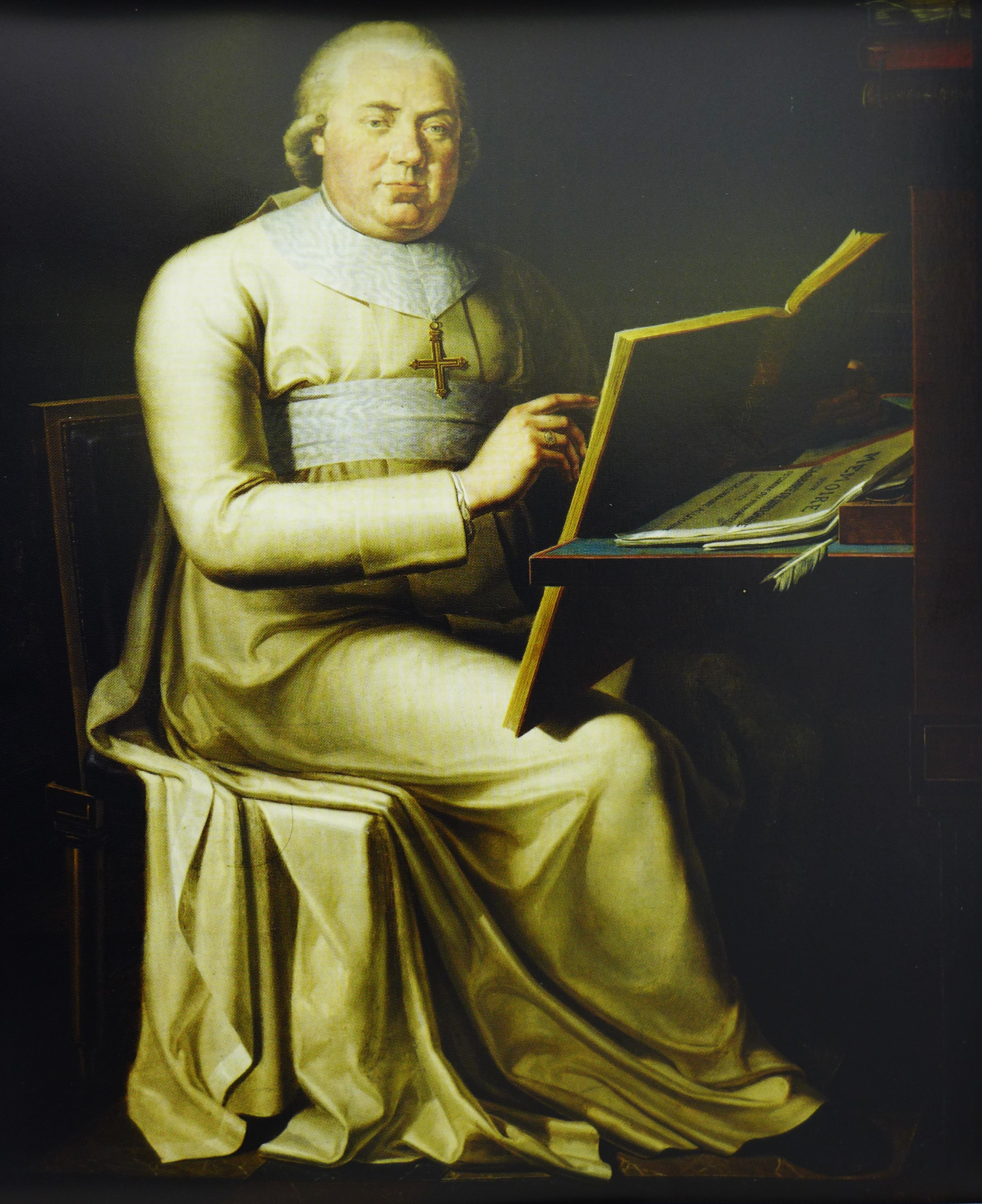
Jean Baptiste Bordier, letzter Abt (1784–1792) der Abtei Wadgassen

Im Jahr 1766 wurde die Abtei vom Territorium des Heiligen Römischen Reiches gelöst und dem Königreich Frankreich zugeschlagen. Wenige Jahre nach der Französischen Revolution wurde die Abtei im Jahr 1792 aufgegeben. Abt Bordier berichtete in einem in Bous ausgefertigten Akt vom 5. September 1792 über die Auflösung des Klosters:

„Wir, Abt, Prior und Mönche, die wir das Haus und die Gemeinschaft der Abtei Wadgassen vom Orden der Prämonstratenser ausmachen, unterrichtet, daß nachdem von der Nationalversammlung am 29.  des letzten Juli erlassenen und (vom König) nicht bestätigten Decrete der Distrikt Saarlouis jedes Mittel gebrauchen wollte, um uns nicht nur unserer Rechte und Besitzungen, sowohl der beweglichen wie unbeweglichen, zu berauben, sondern auch, um gegen unsere Personen alle Belästigungen und Verfolgungen auszuüben, hatten beschlossen, alles zu erdulden und zu ertragen, bis man uns die Möglichkeit nehmen werde, unsere Standesverrichtungen zu erfüllen.
Unwürdigerweise behandelt von den Nationalgarden und den Mitgliedern des genannten Distriktes, die sich unseres Hauses bemächtigt haben, insultiert bis ins Heiligtum hinein von denselben Nationalgarden, welche, den Hut auf dem Kopfe, die Tabakspfeife im Munde, das Bajonett am Gewehr, uns an den Altären stießen und sich der Feier des heiligen Meßopfers widersetzten, hofften wir, daß unsere Standhaftigkeit und unsere Hingebung an unsern Stand die verhärtetsten Herzen würde rühren können; allein es ist anders gekommen. 
Am 4. dieses Monates brach der Sieur (Herr) Frantz, welcher die Funktionen eines amtlichen Sachwalters (procureur Syndic) ausübte, nachdem ihm ein starkes Detachement Husaren, Nationalgarden und Gendarmen vorausgegangen war, von Saarlouis auf; die einen der letztern mit entblößtem Säbel, die andern mit scharf geladenem und mit dem Bajonette versehenen Gewehr: so drangen sie in den Abteihof ein. Nachdem sie sich aller Zu- und Ausgänge des Hauses bemächtigt hatten, ließen sie einen Mann namens Andreas Haehn, der vor unserm Kloster eine Gastwirtschaft betrieb und unsern Jagdhüter Johann Jacob sowie unsern Koch Michel Becker ergreifen, und nachdem sie sich dieser Privatleute versichert hatten, haben sie den Herrn Wetteldorf, Subprior unserer Abtei, aufgefordert, ihnen zu erklären, wo sich der Abt, der Prior und der Speisemeister befänden, ebenso wo das (angebliche) Waffendepot sei, von welchem sie behaupteten, daß es sich im Haus befinde. Auf die Antwort unseres Subpriors, daß die beiden erstgenannten Herren unwohl seien, und daß der letztere spazieren gegangen sei, und daß es kein Waffendepot im Häuse gebe, ließen sie die Thüre der Küchenmeisterei einstoßen, wo sie vergebens Durchsuchungen veranstalteten, ebenso wie in verschiedenen andern Wohnräumen und Orten des Hauses, schließlich wurde uns von dem genannten Herrn Frantz, nachdem er sich alle Arten von Beleidigungen und Schmähungen gegen uns erlaubt hatte, gedroht, daß er am folgenden Tage mit einer furchtbareren Ausrüstung kommen werde, um uns einzuschließen.
Wir Unterzeichnete, die wir der Religion einen Scandal ersparen wollten und die wir die größten Ausschreitungen und die gewaltsame Entführung unserer Personen befürchteten, besonders nach dem Decret vom 26. des letzten Augusts, haben geglaubt, unsere Klosterlocalitäten verlassen zu sollen und nach dem (deutschen) Reiche auszwandern, wo wir von der göttlichen Vorsehung und von der Garantie des Tauschvertrages vom Jahre 1766, der uns der Oberherrschaft Frankreichs einverleibt hat mit der ausdrücklichen Bedingung, unter derselben unsern Stand, unsere Besitzungen und Rechte zu wahren – die Wiedergutmachung der gegen uns verübten Ausschreitungen und Gewalttätigkeiten abwarten. Indem wir wünschen, sie der Nachwelt zu hinterlegen, ebenso wie unsere Reclamationen und unsere wahren Absichten, erklären wir, daß wir von Neuem protestieren gegen Alles, was der genannten Abtei dem genannten Vertrag zuwider zugefügt worden ist, erklären außerdem, daß unser fester und letzter Entschluß ist, in Gemeinschaft vereint zu bleiben, unsere Functionen überall, wo wir uns befinden werden, zu erfüllen und der Verwaltung und der Verfassung des Ordens zu folgen.
Ausgefertigt zu Bous, den 5. September 1792
gezeichnet Bordier, Abbé; F. Reiß, Prieur; F. Wetteldorf, Superior; F. Schmidt, Procureur; F. Haas, Depensier; F. Dufaz; F. Geffrath; E. Heppert; F. Hoffmann; F. Pauly; F. Fissabre; F. Diniche; F. Neubecker, F. Faulbecker; F. Froeauff; Prost le jeune; F. Daniel – Secretaire.“

Von Bous aus flohen die Mönche zunächst in ihre Propstei nach Ensheim. Hier mussten sie sich schließlich doch trennen. Die Ortsseelsorger des Klosters versorgten im Geheimen ihre Pfarreien weiter. Am 10. Oktober 1793 sendeten Abt Jean Baptiste Bordier und Prokurator Schmidt Kaiser Franz II. eine Bittschrift in der Hoffnung, wieder in den Besitz des Klostergutes zu kommen. Am 30. Juli 1799 starb Bordier im Prämonstratenserkloster Strahov zu Prag, wo er sich seit dem Jahr 1796 aufgehalten hatte, und wurde auf dem Kirchhof von Kleinprag beerdigt. Bordier hatte testamentarisch festgelegt, dass sein gesamtes Vermögen einer eventuellen Wiedergründung des Klosters Wadgassen dienen sollte oder, falls dies nicht am alten Ort möglich sei, eine Klosterneugründung außerhalb des französischen Einflussbereiches auf dem linken Rheinufer geschehen solle. Bei einer französischen Besetzung des gesamten linksrheinischen Gebietes sollte das Geld unter die ehemaligen Wadgasser Klosterbrüder verteilt werden. Als Testamentsvollstrecker wurde der Strahover Abt Wenzeslaus Mayer eingesetzt.
Die Abtei Wadgassen wurde nach der Flucht der Mönche zum Steinbruch. Von dem einstmals mächtigen Hauptgebäudekomplex blieb nur der große Abteihof erhalten. Im Jahr 1843 eröffnete die Firma Villeroy & Boch auf dem Gelände eine Kristallglasfabrik. Die Großproduktion wurde im Jahr 1986 eingestellt und die Herstellung der Kristallglasserie „Treveris“ Anfang der 1990er Jahre ganz beendet. Bis zum Jahr 2010 produzierte man noch zu Vorführzwecken Kristallglas. Seit Oktober 2012 befindet sich auf dem Firmengelände ein sogenanntes Factory-Outlet-Center.
Aus der Ensheimer Niederlassung der Abtei Wadgassen ging die Pappmachédynastie Adt hervor.

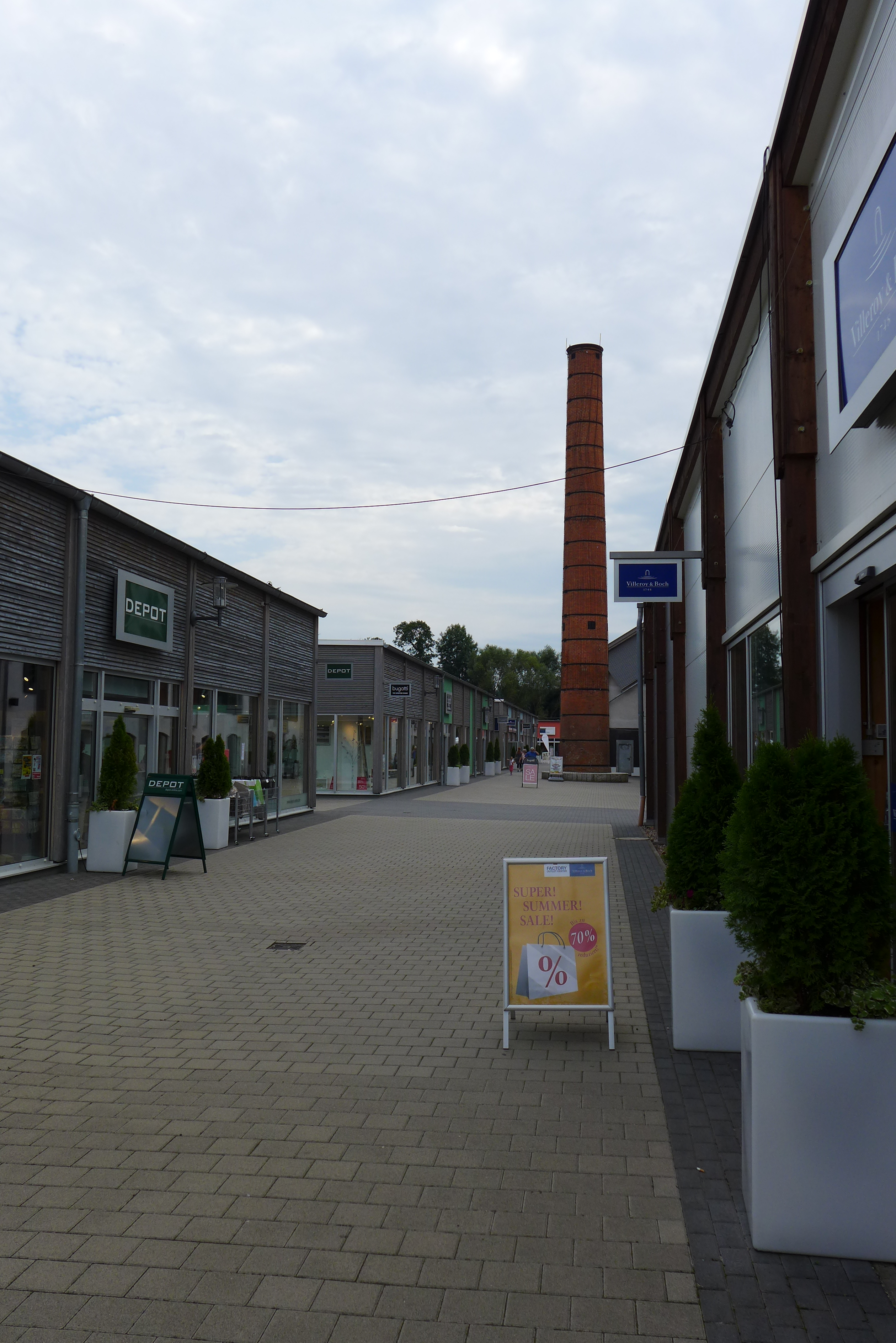
Wadgassen, Outlet-Center auf dem ehemaligen Abteigelände

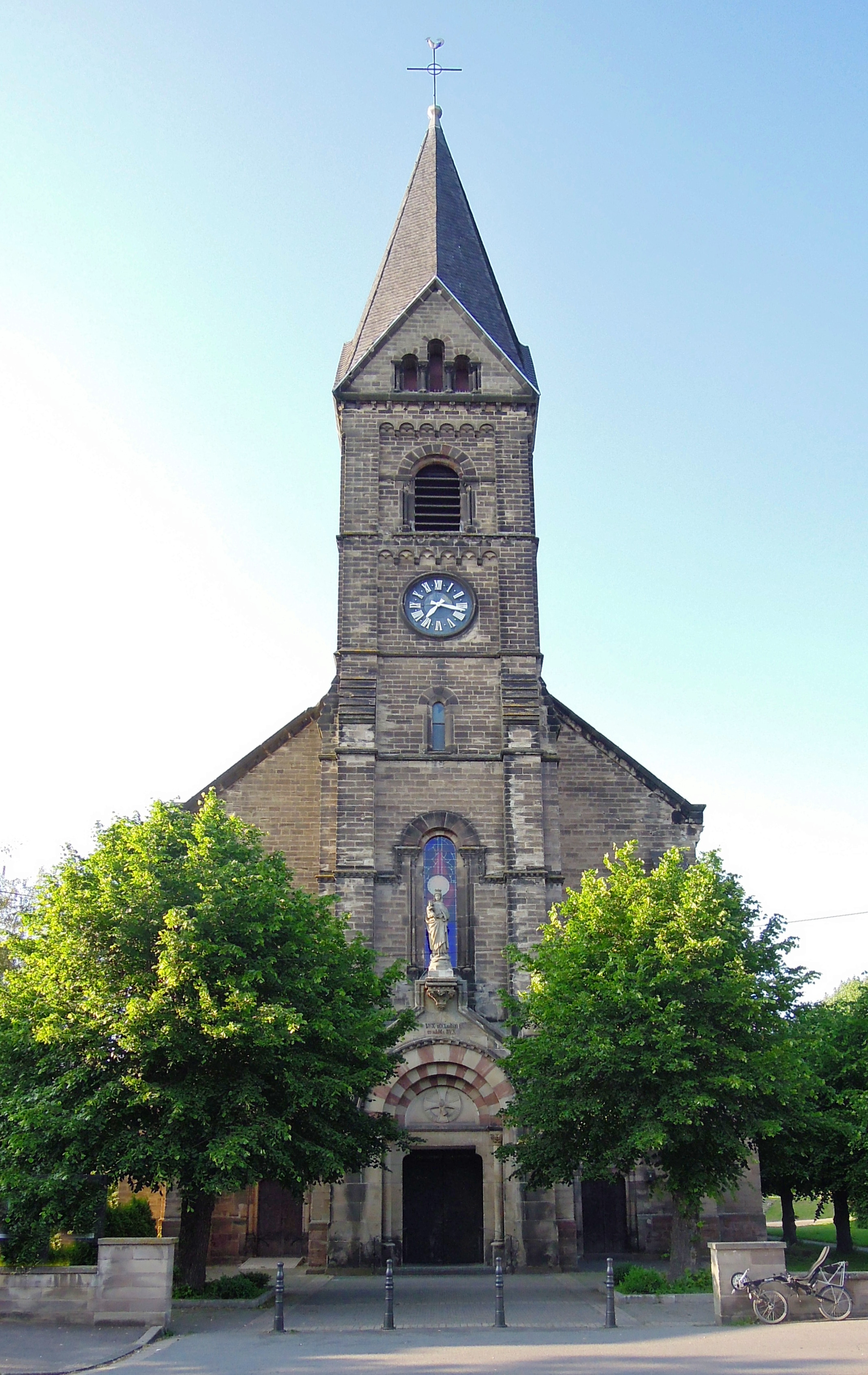
Wadgassen, Pfarrkirche Mariä Heimsuchung

Das Marienpatrozinium der ehemaligen Abteikirche Wadgassen wird heute weitergeführt durch die in den Jahren 1880 bis 1882 errichtete neoromanische Wadgasser Pfarrkirche Mariä Heimsuchung.

## Liste der Wadgasser Äbte
- Wolfram: 1135–1158, I.  Abt[14]
- Feregrinus: 1158–1163, II. Abt[15]
- Heinrich I.: 1163–1168[16]
- Godefried: 1171–1201, III. Abt[17]
- Helwicus: 1202–1207[18]
- Peregrinus: 1207–1218, IV. Abt[19]
- Reinerus: 1218–1250, V. Abt[20]
- Heinrich II.: 1250–1269, VI. Abt[21]
- Nicolaus: 1269–1288, VII. Abt[22]
- Johannes von Saarbrücken: 1288–1289[23]
- Isenbardus: 1289–1301, VIII. Abt[24]
- Matthäus: 1301–1319, IX. Abt[25]
- Johannes von Kaiserslautern: 1319–1328, X.  Abt[26]
- Rudolphus: 1328–1339, XI. Abt[27]
- Virricus: 1339–1353, XII. Abt
- Reinoldus: 1353–1358, XIII. Abt
- Gerlac von Randeck: 1358–1381, XIV. Abt[28]
- Philippus de Flamburn: 1381–1395, XV. Abt[29]
- Lambert von Forweiler: 1395–1404, XVI. Abt[30]
- Andreas von Zweibrücken: 1398–1400 (Doppelwahl)[31]
- Jean de Lutra: 1404–1427, XVII. Abt
- Philipp II. von Kaiserslautern: 1427–1453, XVIII. Abt
- Antonius Jost: 1453–1473, XIX. Abt[32]
- Jean de Forstweiler: 1473–1478, XX. Abt
- Paulus Tronz: 1478–1510, XXI. Abt
- Johann von Tholey: 1510–1525, XXII. Abt
- Kilian Heilmann: 1525–1540, XXIII. Abt
- Leonhard Pfalz: 1541–1549, XXIV. Abt
- Richardus: 1549–1551, XXV. Abt
- Seifrid: 1551–1571[33]
- Adamus Werbel: 1571–1579[34]
- Claudius Bisten: 1579–1607[35]
- Johann von Berus: 1607–1634[36]
- Johannes Livensis: 1634–1636[37]
- Philippus Gretsch: 1636–1667[38]
- Jean Adami: 1667–1677[39]
- Petrus Marx: 1678–1705[40]
- Hermann Mertz: 1705–1743[41]
- Michael Stein: 1743–1778[42]
- Pierre Schmidt: 1778–1783[43]
- Jean Baptist Bordier: 1784–1792[44][45][46]

## Architektur

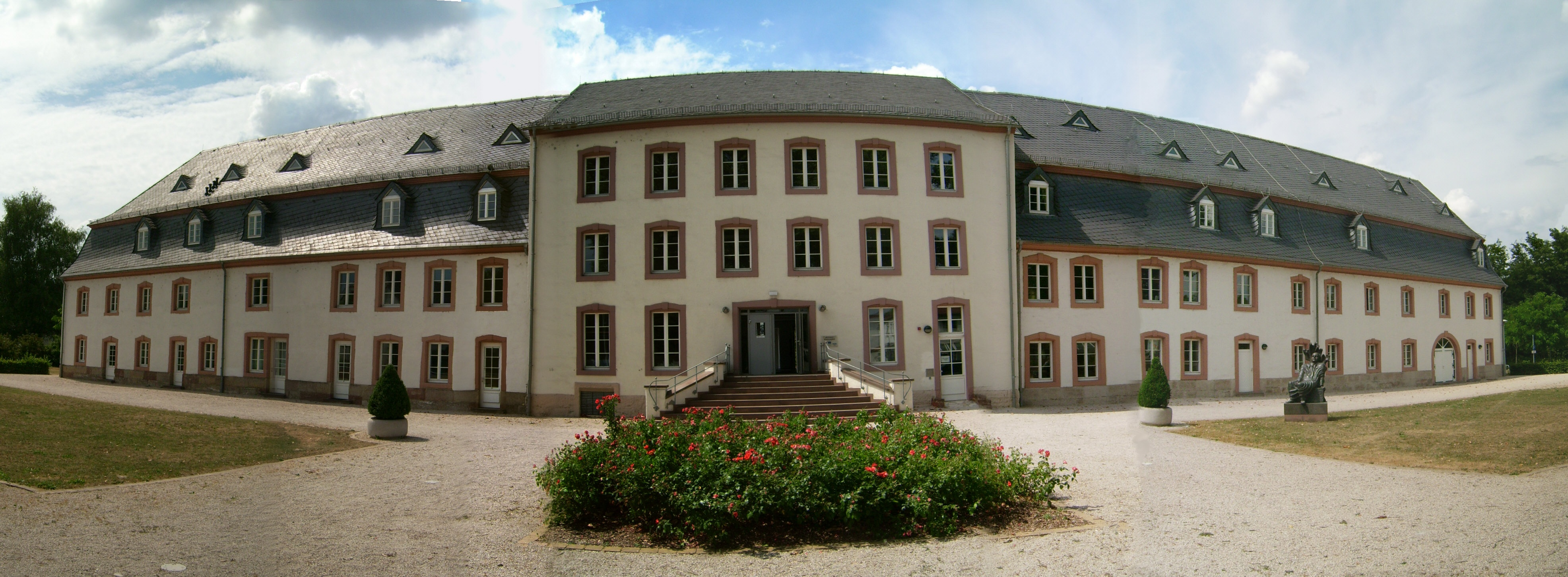
Panoramabild des Abteihofes

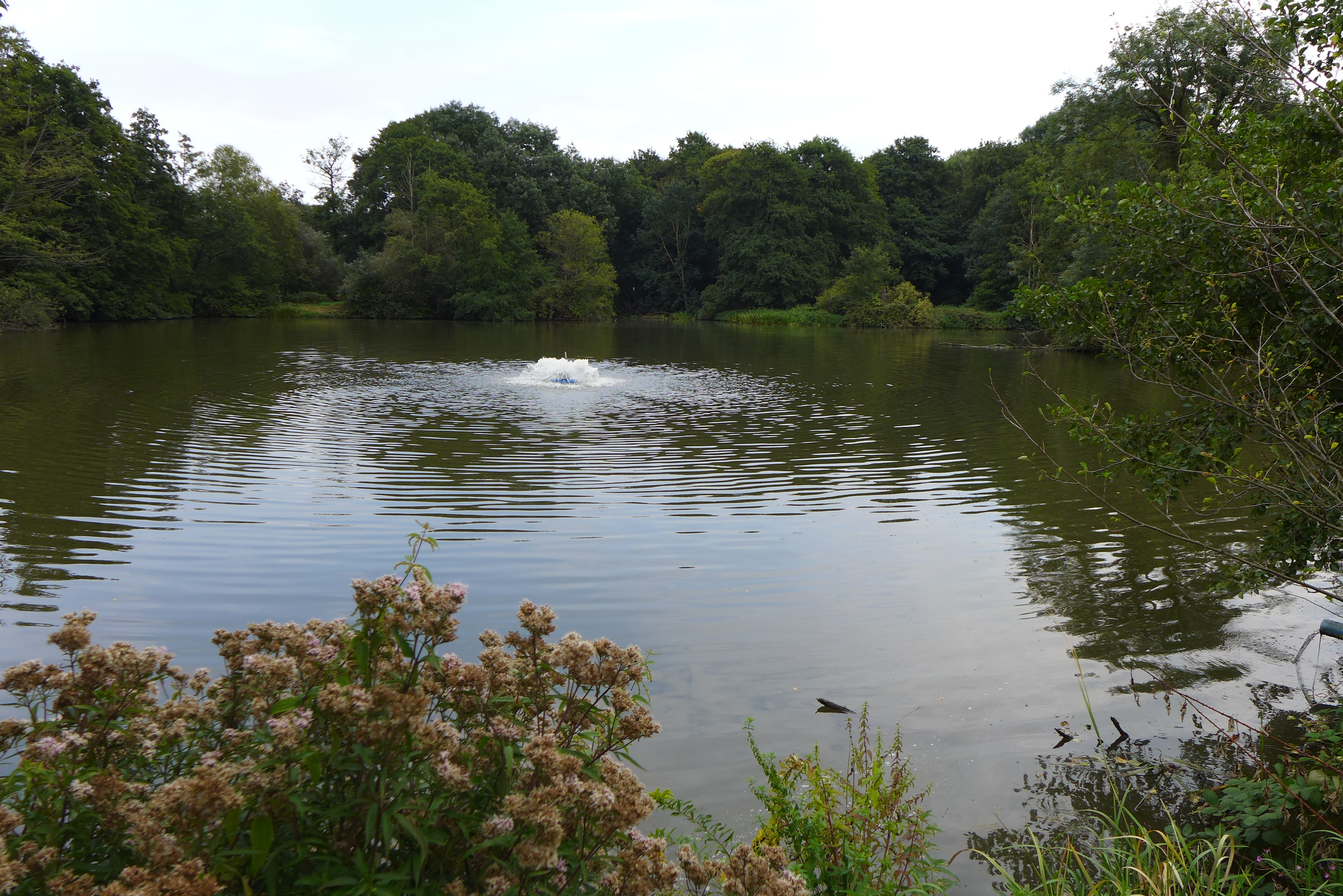
Wadgassen, Weiher auf dem ehemaligen Abteigelände

Der erhaltene „Abteihof“ ist das ehemalige Verwaltungsgebäude des Klosters. Der schlichte Barockbau mit Walmdächern stammt aus der ersten Hälfte des 18. Jahrhunderts und wurde von dem Ebernburger Baumeister Bernhard Trabucco geplant und erbaut. Er wurde in den 1990er Jahren restauriert und beherbergt heute das Deutsche Zeitungsmuseum. Erhalten sind außerdem ein Krankenbau und zwei Wirtschaftsgebäude.
Die ehemalige Klosterkirche von der nur noch die Grundmauern erkennbar sind, wurde zwischen 1748 und 1757 von Johann Heinrich Eckhardt erbaut. Der Gebäudekomplex steht heute unter Denkmalschutz.
Das ehemalige Klostergebäude mit schiefergedecktem Krüppelwalmdach an der Straße zwischen Wadgassen und Bous (Saarstraße 14) entstand vermutlich im 18. Jahrhundert als Torhaus der Prämonstratenserabtei. Es wurde im 19. Jahrhundert umgebaut und steht als Einzeldenkmal unter Denkmalschutz des Landkreises Saarlouis. Das historische Torhaus steht unter der Verwaltung des Outlet-Centers Wadgassen. Es befindet sich in einem stark verwahrlosten Zustand und verfällt zusehends.
Der zweigeschossige, traufständige Putzbau des Forsthauses der Abtei Wadgassen in Bous wurde im Jahr 1756 von dem Baumeister der Abtei Wadgassen, Johann Heinrich Eckhardt, erbaut. Das langgestreckte Gebäude besitzt ein für die Zeit typisches Barockportal. Die Segmentbogenfenster sind mit einem betonten Keilstein geschmückt. Das Gebäude besitzt sechs Fensterachsen, in der siebten ist lediglich im Obergeschoss ein kleines, rundes Fenster zu finden. Die Ecken des Gebäudes sind mit Ortquaderung verziert. Die Fassade weist einen neuzeitlichen rosafarbenen Anstrich auf. Im Jahr 1803 ersteigerte der im Forsthaus wohnende Förster Wilhelm de Marney das Anwesen. Etwa um das Jahr 1850 übernahm die Familie Arweiler den Besitz und betrieb dort ein Gasthaus und die Saarfähre nach Wadgassen. Ein Umbau erfolgte in den Jahren 1930/1931. Die Gemeinde Bous erbte im Jahr 1964 das ehemalige Forsthaus von Wilhelm Arweiler und plante dort die Einrichtung des Altenheimes der Gemeinde. Nachdem dieses Vorhaben nicht realisiert wurde, verkaufte die Gemeinde Bous das Forsthaus an die Mannesmann AG, die hier das Kasino für die Röhrenproduktion der seit 1886/1887 in Bous tätigen Firma betrieb. Nachdem das Röhrenwalzwerk in Bous im Dezember 1998 stillgelegt worden war und im März 1999 die Adjustage ihren Betrieb eingestellt hatte, ging das Forsthaus im Jahr 1999 in den Besitz der Softwarefirma Sigmatech über.

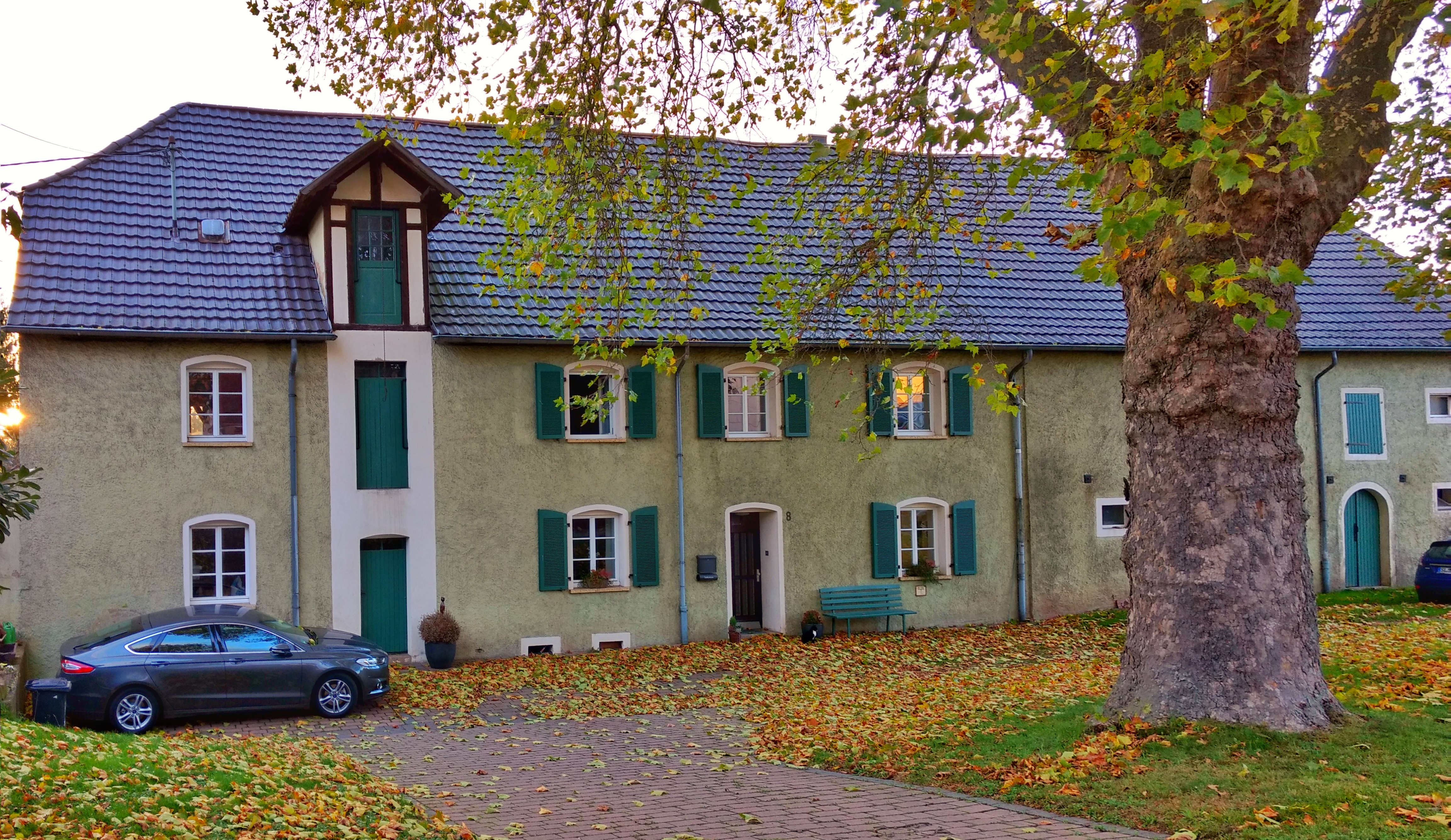
Historische Bommersbacher Mühle in Bous

Die Bommersbacher Mühle in Bous war ein Mühlenbetrieb der Abtei Wadgassen.

## Michael-Stein-Platz
Auf dem historischen Gelände der ehemaligen Prämonstratenserabtei Wadgassen wurde im Jahre 2013 ein neuer Platz seiner Bestimmung übergeben, der den Namen von Abt Michael Stein (* 1697, † 1778) trägt.